# Brezovica na Bizeljskem
Brezovica na Bizeljskem este o localitate din comuna Brežice, Slovenia, cu o populație de 110 locuitori.